# DjVu

DjVu는 화상 압축방식 및 그 기술을 사용한 문서형식의 명칭이다. 1996년 AT&T에서 개발되었다.

## 개요
DjVu 방식은 스캔된 문서의 압축에 특화되어 있으며, 그 경우의 압축률은 기존의 화상압축방식인 JPEG나 TIFF G4를 크게 웃돈다. 또한, 배포 파일 크기가 작고, 다운로드 중에 일부 페이지를 열람할 수 있기 때문에, 일부에서는 PDF의 대체로서 이용되는 일도 있지만 DjVu 파일 작성 소프트가 한정되어 있으므로 보급률은 PDF나 JPEG에 비해 매우 낮다. 아직 일반적으로 침투된 파일 형식이라고 보기는 어렵다.

## 특징
스캔된 이미지를 저장할 때 DjVu 형식의 파일은 PDF 형식보다 경제적이다. PDF에서 이미지 파일을 저장하기 위해 내부에서 TIFF G4 방식 또는 JPEG 방식을 사용하고 있지만, DjVu로 압축된 이미지는 TIFF G4 방식에 비해 파일 크기가 몇 분의 1이며, JPEG 방식과 비교해도 절반 크기 정도이다.
문자 데이터를 저장하는 기능도 있기 때문에, OCR로 읽어들인 이미지에 대해서는 PDF와 마찬가지로 문자의 복사 및 붙여넣기를 할 수 있다.
DjVu 형식의 큰 특징은 PDF 형식과는 달리, 보기에 글꼴 파일을 필요로 하지 않는 것을 들 수있다.
현재, 인터넷 아카이브는 퍼블릭 도메인으로 된 책을 스캔하는 전자도서관 프로젝트를 진행하고 있으며, DjVu 형식은 PDF 또는 TIFF 형식과 함께 표준의 하나로 채택되었다.

## 같이 보기
- JPEG 2000